# Betsy Price
Betsy Price   (Fort Worth, 21 d'octubre de 1949) és una empresària i política estatunidenca que va exercir com a alcaldessa de Fort Worth fins al 2021. Va ser escollida per primera vegada per al càrrec no partidista el 18 de juny de 2011. Price havia treballat anteriorment durant dos mandats i mig com a assessora i recaptadora d'impostos del comtat de Tarrant, del 2001 al 2011. És una republicana que es descriu com a fiscalment conservadora, deplora la polarització política i les tendències extremistes dels dos grans partits i es va comprometre a treballar per a tota la comunitat com a representant local electa.
Un cop va decidir no presentar-se a la reelecció com a alcaldessa després de cinc mandats que sumaven un període de deu anys, Price va anunciar el juny de 2021 que seria candidata a jutgessa del comtat de Tarrant.
A Texas, el jutge d'un comtat és el cap executiu de la regió i normalment no realitza funcions judicials. A diferència de l'alcalde, el jutge és escollit en un concurs partidista, cosa que va obligar a Price a superar unes votacions internes dins del seu partit. Price va perdre davant de Tim O'Hare, l'antic president republicà del comtat de Tarrant, que va comptar amb el suport d'Allen West, expresident del partit a Texas.